# Isola di Koetlitz
L'isola di Koetlitz (in russo Остров Кётлица, ostrov Kёtlica) è un'isola russa che fa parte dell'arcipelago della Terra di Francesco Giuseppe, nell'Oceano Artico. Amministrativamente fa parte dell'oblast' di Arcangelo.

## Geografia
L'isola di Koetlitz si trova nella parte centro-meridionale dell'arcipelago, 6 km a ovest dell'isola di Nansen, da cui è separata dal canale di Peel (dal nome del politico britannico Robert Peel); il canale di Allen-Young la separa dall'isola di Hooker, 9 km a sud. Il punto più alto dell'isola raggiunge i 158 metri.
L'isola ha una forma allungata, circa 20 km di lunghezza dalla punta nord, capo Poljarnogo, all'estremo sud, capo Gajs (secondo alcune fonti Gjuis; in russo: мыс Гайс).

## Storia
L'isola è stata così chiamata in onore del dott. Reginald Koetlitz, medico, geologo e botanico, membro della spedizione artica Jackson-Harmsworth (1894–97). Koetlitz è citato nel libro di Jackson A Thousand Days in the Arctic (Mille giorni nella regione artica).